# Spanish International 2005
Die Spanish International 2005 im Badminton fanden im Pabellón Marqués de Samaranch in Madrid vom 26. bis 29. Mai 2005 statt.

## Teilnehmende Nationen
131 Spieler aus 19 Nationen nahmen an dieser 18. Auflage des Championats teil.
| Afrika (ABF) | Amerika (PABC)        | Europa (EBU) |
| ------------ | --------------------- | --- |
| Nigeria      | Kanada Guatemala Peru | Deutschland Belgien Dänemark (11) England Estland Finnland Frankreich (26) Irland (8) Niederlande (8) Russland Schottland Spanien (41) Schweden Schweiz Wales |

## Finalresultate
| Disziplin    | Sieger                             | Finalist                      | Ergebnis     |
| ------------ | ---------------------------------- | ----------------------------- | ------------ |
| Herreneinzel | Niels Christian Kaldau             | Joachim Fischer Nielsen       | 15–13, 15–12 |
| Dameneinzel  | Ella Karachkova                    | Nanna Brosolat Jensen         | 11–4, 11–1   |
| Herrendoppel | Matthew Hughes Martyn Lewis        | Frédéric Mawet Wouter Claes   | 15–11, 15–3  |
| Damendoppel  | Karina de Wit Betty Krab           | Eva Krab Lise Vooren          | 15–3, 15–13  |
| Mixed        | Jean-Michel Lefort Ella Karachkova | Andrew Bowman Kirsteen McEwan | 15–3, 15–9   |